# Mark S. Lundstrom

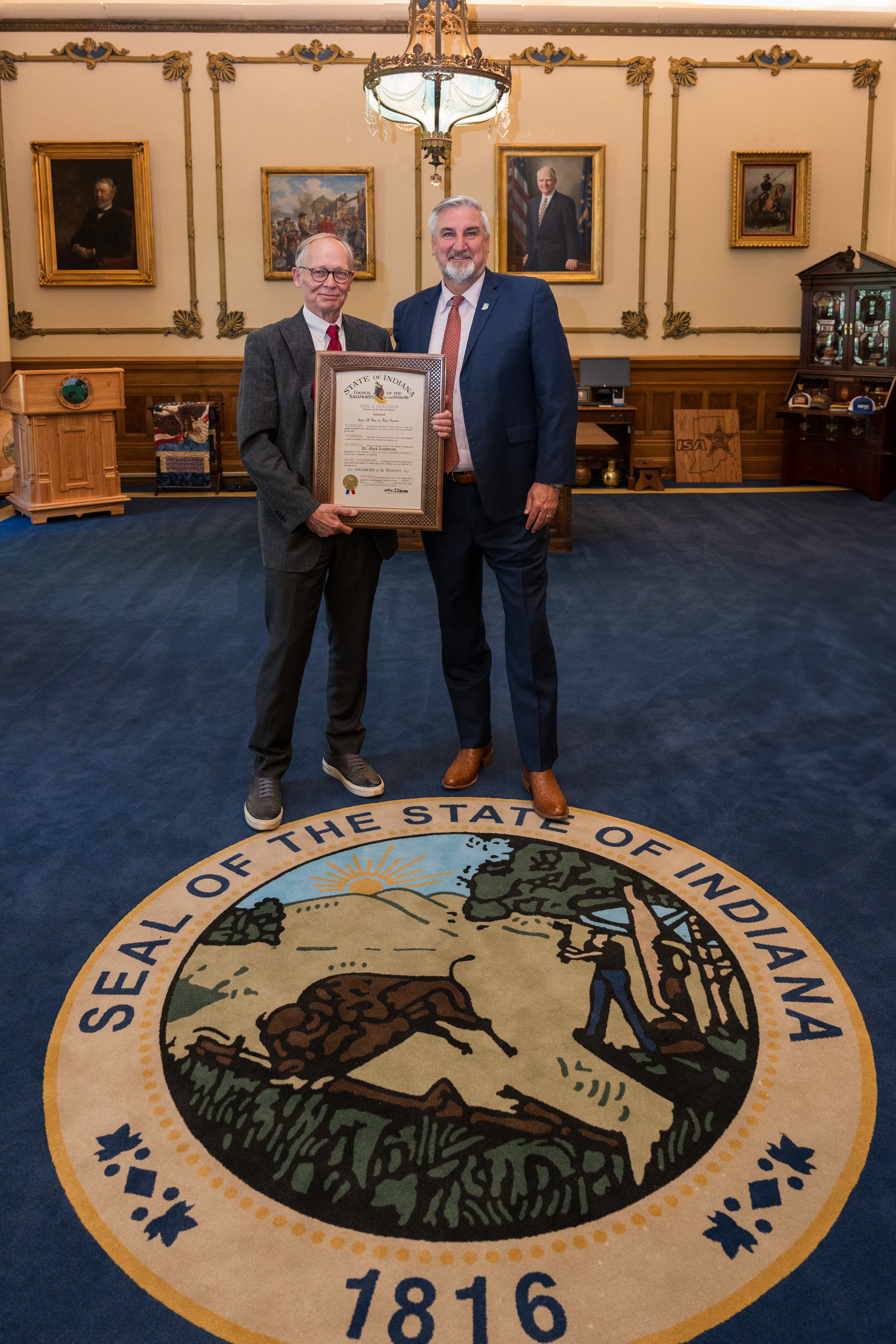
Mark S. Lundstrom

Mark S. Lundstrom (* 1951 in Alexandria, Minnesota) ist ein US-amerikanischer Professor auf dem Gebiet der Halbleiter.

## Leben
Lundstrom wuchs in der Seenlandschaft West-Minnesotas. 1974 machte er seinen Abschluss an der University of Minnesota. Eine Industrietätigkeit bei Hewlett-Packard in Fort Collins brachte ihn zur Halbleiterentwicklung (NMOS). Anschließend ging er für einen Ph.D. in Elektrotechnik an die Purdue University, wo er 1980 bei  Richard J. Schwartz  über Silizium-Solarzellen graduierte. An der Purdue University erhielt er auch eine Professur.
2025 wurde Lundstrom zum Mitglied der American Academy of Arts and Sciences gewählt.

## Werke
Lundstrom verfasste mehrere Standardwerke über Halbleiter und ist Mitbegründer des Portals nanoHUB.org.
- Fundamentals of Carrier Transport, Addison-Wesley, 1990. (2. Auflage, 2000) ISBN 978-0-521-63724-4
- Enhanced: Moore's Law Forever? In: Science. Band 299, Nr. 5604, 10. Januar 2003, S. 210–211, doi:10.1126/science.1079567.
- Nanoscale Transistors: Physics, Modeling, and Simulation (mit Jing Guo), Springer, New York, 2006. ISBN 978-0-387-28002-8
- Near-equilibrium Transport: Fundamentals and Applications (mit Changwook Jeong), World Scientific, Singapur, 2013. ISBN 978-981-4327-78-7
- Fundamentals of Nanotransistors World Scientific, Singapur, 2017. ISBN 978-981-4571-72-2